# Арканджело Кореллі
Арка́нджело Коре́ллі (італ. Arcangelo Corelli; 17 лютого 1653, Фузіньяно, Равенна — 8 січня 1713, Рим) — італійський скрипаль і композитор.

## Біографія
Народився у сім'ї заможних землевласників. Батько композитора помер за місяць до його народження, і п'ятьох дітей, з яких Арканджелло був наймолодший, виховувала лише мати. Немає достовірних джерел, які б розповіли про дитинство композитора, проте відомо, що його першим вчителем музики був священик із сусіднього містечка Фаенца.
У 1666 році Кореллі їде до Болоньї, де бере уроки гри на скрипці у Джованні Бенвенуті, а згодом — у Леонардо Бруньйолі. А у 1670 році сімнадцятирічного композитора прийняли до Болонської філармонійної академії.
З 1675 (згідно з деякими джерелами — з 1671) Кореллі живе у Римі, де незабаром здобуває визнання як скрипаль.

## Особисте життя
Арканджело Кореллі ніколи не одружувався і не мав дітей.
Серед дослідників існує версія щодо його гомосексуальності. Висуваються припущення щодо його стосунків з його учнем Маттео Форнарі, від якого він, за власним зізнанням, «майже двадцять років не відлучався».

## Творчість
У творчості Кореллі переважає скрипкова та камерно-інструментальна музика. За життя автора було опубліковано 4 збірки тріо-сонат для двох скрипок і basso continuo (op. 1, 1681; op. 2, 1685; op. 3, 1689; op. 4, 1694); збірку сонат для скрипки і basso continuo (op. 5, 1700). Посмертно опубліковано збірку concerti grossi (op. 6, 1714). В його творчості кристалізувалася форма тріо-сонати з контрастними частинами, його Concerti grossi підготували появу жанру скрипкового концерту.
Кореллі вважається засновником італійської скрипкової школи. Виконавські традиції Кореллі продовжили його учні — Л. Соміс, Ф. Гаспаріні, Ф.Джемініані. За свідченням його учнів і сучасників, виконавський стиль Кореллі відрізнявся винятковою виразністю й шляхетністю, особливої ваги він надавав «співучості» гри, плавності звуковедення. Він умів бути ліричним, замисленим і зосередженим, і поряд із цим — схвильованим, патетичним і стрімким.